# 恋は五・七・五!
『恋は五・七・五!』（こいはご・しち・ご）は、2005年3月25日に公開された日本映画。
愛媛県松山市で実際に行われている、全国の高校生が競う俳句大会「俳句甲子園」を舞台にした青春ラブコメディである。
松山市がロケ地提供などで全面的な協力をしている。ただし俳句部のエピソードなどは「俳句甲子園」常連校の一つである大阪府立吹田東高等学校がモデルになっている。

## あらすじ
クラスになかなかなじまない帰国子女の高山治子（関めぐみ）は、半ば強制的に俳句部に入ることになってしまった。そこにいたのは俳句はズブの素人だがいずれも個性の強いメンバーだった。彼らと共に、「俳句甲子園」を目指して奮闘するのだが、そう簡単にはいかないようで…。

## キャスト
- 高山治子：関めぐみ
- 内海マコ：小林きな子
- 田中弘美：蓮沼茜
- 山岸実：橋爪遼
- 土山義仁：細山田隆人
- 藤井夕：佐藤めぐみ
- 夕のとりまき女子：浜田麻希
- 夕のとりまき女子：松原静香
- 山田治：箕輪裕太
- ヨーコ先生：高岡早紀
- 中村：中村靖日
- 三浦：嶋田久作
- 校長：もたいまさこ
- 爺ちゃん：柄本明
- 高田マスオ：杉本哲太

## スタッフ
- 監督・脚本：荻上直子
- 製作者：二宮清隆（東北新社）、李鳳宇（シネカノン）、細野義朗（スターダストプロモーション）
- プロデューサー：林哲次、田辺隆史
- 音楽：井出博子
- 撮影：柴崎幸三
- 協力：愛媛県、松山市、松山青年会議所、俳句甲子園実行委員会、アジア・フィルム・ネットワーク、伊藤園、えひめフィルム・コミッション、今治地方フィルム・コミッション　ほか
- 俳句監修：夏井いつき
- 主題歌：little by little「シンクロ」
- 製作協力：フェローピクチャーズ
- 製作プロダクション：東北新社クリエイツ
- 配給：シネカノン

## ロケ地
- 愛媛県立松山西高等学校
- 愛媛県立北条高等学校
- 松山大学
- 松山城
- 今治市営球場
- 愛媛県立図書館